# كمال خليل
كمال خليل ناشط يساري مصري منذ أن كان طالبا في سبعينيات القرن العشرين. يدير حاليا مركز الدراسات الاشتراكية، وهو عضو في حركة كفاية، ومؤسس حزب العمال الديمقراطي. وخريج كلية الهندسة عام 1976 ويعمل كمهندس استشاري في أعمال الترميم ومن قيادات الحركة الطلابية في السبعينات. وعضو اللجنة الوطنية للطلبة عام 1972. واشترك في مظاهرات الحركة الطلابية.والمتهم السادس في أحداث انتفاضة الخبز يناير 1977. اشترك في جميع المظاهرات المعارضة للوجود الصهيوني في معرض الكتاب. واشترك في حركات التضامن مع عمال الحديد والصلب، وعمال السكة الحديد، وعمال النقل الخفيف. واشترك في أحداث التضامن مع احتجاجات الفلاحين ضد تشريدهم من الأرض عام 1997. اعتقل أكثر من 15 مرة بسبب مواقفه ضد الصهيونية ومواقفه التضأمنية مع الحركات العمالية والفلاحية. هو عضو قيادي بالحركة المصرية من أجل التغيير (كفاية).وعضو جماعة المهندسين الديمقراطيين. ووكيل مؤسسي حزب العمال الديموقراطي.